# Neoshirakia japonica
Neoshirakia japonica là một loài thực vật có hoa trong họ Đại kích. Loài này được (Siebold & Zucc.) Esser mô tả khoa học đầu tiên năm 1998.